# 740. pr. Kr.
◄ | 9. stoljeće pr. Kr. | 8. stoljeće pr. Kr. | 7. stoljeće pr. Kr. | ►
◄ | 770-ih pr. Kr. | 760-ih pr. Kr. | 750-ih pr. Kr. | 740-ih pr. Kr. | 730-ih pr. Kr. | 720-ih pr. Kr. | 710-ih pr. Kr. | ►
◄◄ | ◄ | 743. pr. Kr. | 742. pr. Kr. | 741. pr. Kr. | 740 pr. Kr. | 739. pr. Kr. | 738. pr. Kr. | 737. pr. Kr. | ► | ►►
Astronomija

## Događaji
- Piankhi, kušitski kralj, širi svoj utjecaj na Gornji Egipat a zatim i u sjeverni dio zemlje, do Tebe koju pritom osvaja.